# Francis Alexander
Pour les articles homonymes, voir Alexander.
Francis Alexander, né le 3 février 1800 à Killingly dans le Connecticut et mort le 27 mars 1880 à Florence, est un peintre portraitiste américain.

## Biographie
Fils d'un fermier, il commence à peindre des aquarelles à dix-huit ans. Il part à New York en 1820 suivre la formation du peintre Alexander Robertson mais, faute de moyens, est contraint au bout de quelques semaines de retourner chez lui. Lors d'un deuxième voyage dans cette même ville, il reproduit des tableaux de John Trumbull et étudie les techniques de couleur de Gilbert Stuart. Celui-ci lui donne des conseils et l'encourage lorsqu'Alexander sollicite son avis à Boston où il s'est installé en 1825. Il ouvre un atelier et acquiert bientôt une grande popularité en tant que portraitiste. Le sommet de sa carrière est la visite de Charles Dickens, lors de sa tournée américaine en 1842, qui consent à poser pour lui (le portrait se trouve aujourd'hui au Musée des beaux-arts de Boston).
À partir de la fin des années 1840, les commandes se font plus rares. Alexander et sa famille partent alors pour le Vieux Continent en 1853. Excepté une brève visite aux États-Unis en 1868-1869, il passe le reste de sa vie en Italie où il abandonne la peinture et devient collectionneur d'art (en particulier les premiers maîtres de la Renaissance), justifiant son choix par cette phrase : « Quel est l'intérêt de peindre quand je peux acheter pour un dollar et demi un meilleur tableau que je ne peux peindre moi-même ? ».

## Œuvres

### Galerie

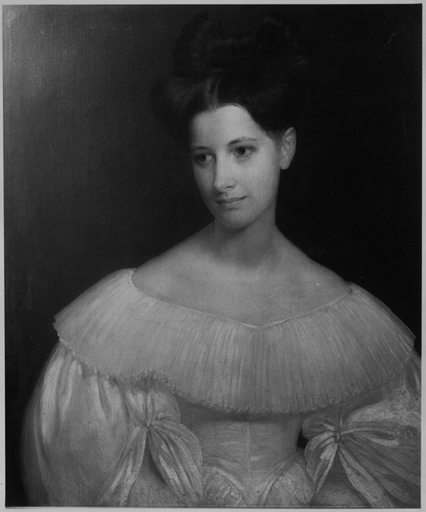
Mary Crowninshield Silsbee. (Mrs Jared Sparks) (1830)
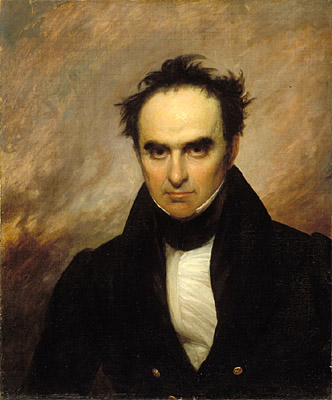
Daniel Webster (1835)
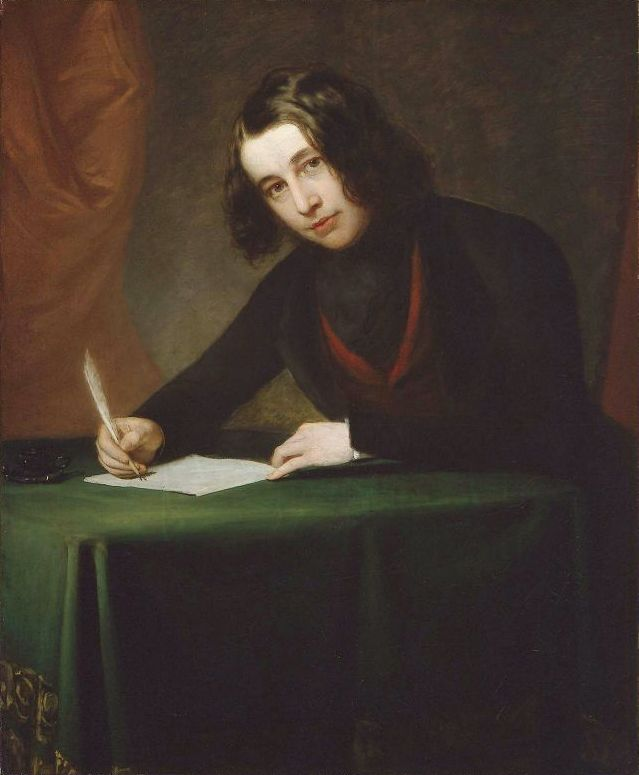
Charles Dickens (1842)
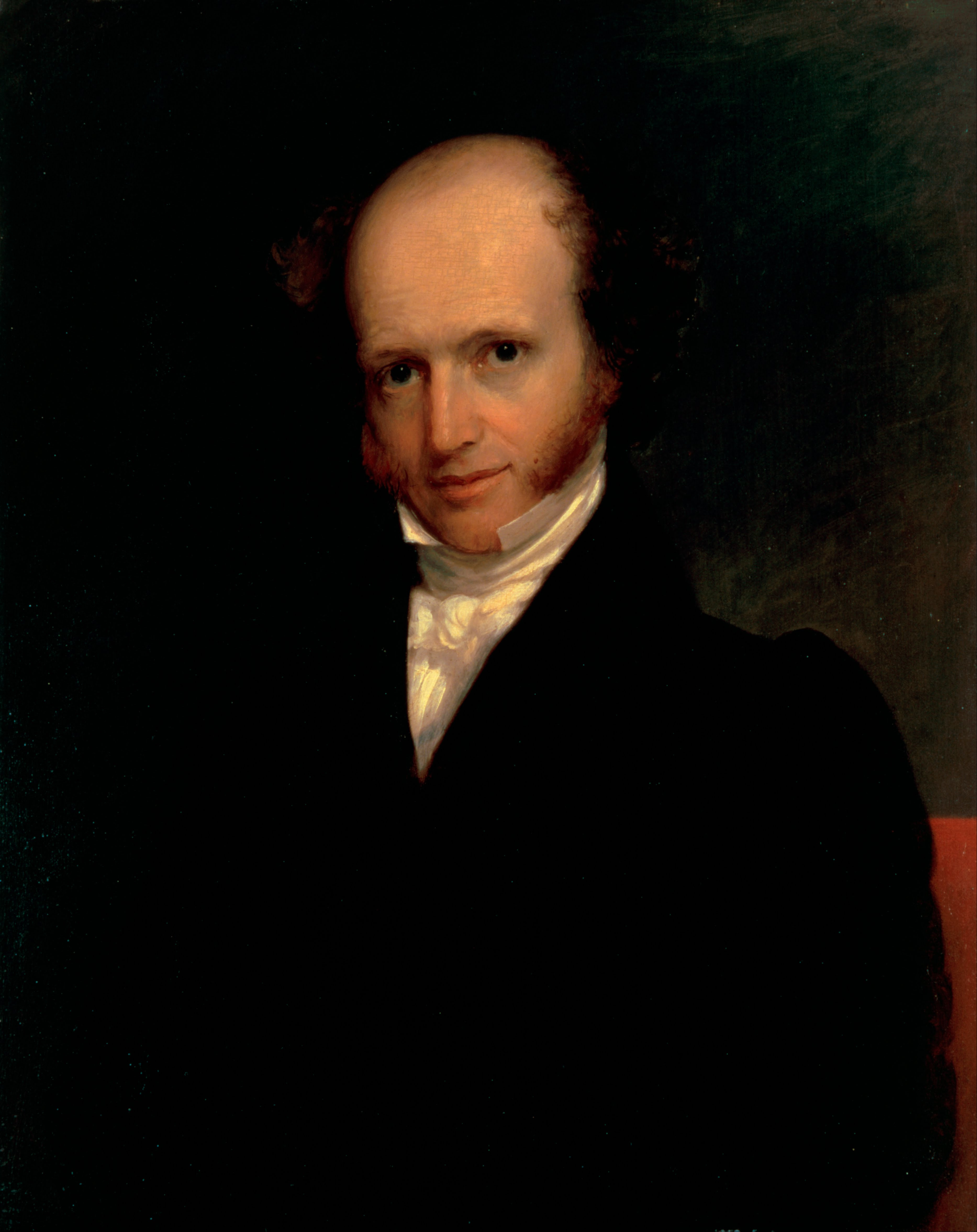
Martin Van Buren